# مرز عراق-عربستان سعودی
مرز عراق-عربستان سعودی (انگلیسی: Iraq–Saudi Arabia border) مرز عراق و عربستان سعودی مرز بین‌المللی عراق و عربستان سعودی است. تقریباً ۸۱۱ کیلومتر (۵۰۵ مایل) امتداد دارد و به دو بخش اصلی تقسیم می‌شود:
۱. بخش شمالی: این بخش حدود ۵۰۰ کیلومتر (۳۱۰ مایل) طول دارد و در امتداد مرز سوریه و عراق امتداد دارد، سپس به سمت جنوب شرقی می‌چرخد و مرز با عربستان سعودی را تشکیل می‌دهد. از استان‌های الانبار، القادسیه و مثنی عراق می‌گذرد.
۲. بخش جنوبی: این بخش حدود ۳۱۱ کیلومتر (۱۹۳ مایل) طول دارد و در امتداد مرز کویت و عراق امتداد دارد، سپس به جنوب می‌پیچد و مرز با عربستان سعودی را تشکیل می‌دهد. از استان بصره عراق می‌گذرد.
مرز در سال‌های اخیر نسبتاً آرام بوده و هیچ حادثه یا اختلاف مهمی گزارش نشده است. با این حال، گاهی گزارش‌هایی از قاچاق برون مرزی و مهاجرت غیرقانونی گزارش شده است.
برخی از نشانه‌ها و ویژگی‌های قابل توجه در امتداد مرز عراق و عربستان سعودی عبارتند از:
- منطقه الرطبه: این منطقه در قسمت غربی مرز واقع شده و به دلیل زمین‌های نفت خیز و محوطه‌های باستانی شهرت دارد.
- منطقه القائم: این منطقه در قسمت شرقی مرز واقع شده و به دلیل داشتن زمین‌های کشاورزی و ذخایر گاز طبیعی شناخته شده است.
- منطقه الزبیر: این منطقه در قسمت جنوبی مرز واقع شده و به دلیل مناطق نفت خیز و مسیرهای تجاری تاریخی خود شناخته شده است.
- رود دجله: این رودخانه بخشی از مرز عراق و عربستان سعودی به ویژه در بخش شمالی را تشکیل می‌دهد.

مرز عراق و عربستان سعودی به شدت مستحکم نیست، اما برخی از ایست‌های بازرسی و تأسیسات نظامی در امتداد مرز برای جلوگیری از فعالیت‌های غیرقانونی و تأمین امنیت وجود دارد.
در سال‌های اخیر تلاش‌هایی برای بهبود همکاری‌های تجاری و اقتصادی بین عراق و عربستان سعودی صورت گرفته است و برنامه‌هایی برای ایجاد مسیرهای تجاری جدید و افزایش همکاری‌های اقتصادی انجام شده است. با این حال، هنوز برخی چالش‌ها و تنش‌ها بین دو کشور وجود دارد، به ویژه در رابطه با موضوعاتی مانند صادرات نفت، اختلافات مرزی و اختلافات سیاسی.